# Manis
Manis là một chi tê tê.

## Các loài
- Manis culionensis
- Manis gigantea
- Manis temminckii
- Manis tricuspis
- Manis tetradactyla
- Manis crassicaudata
- Manis pentadactyla
- Manis javanica